# Blunk
Blunk ist eine Gemeinde im Kreis Segeberg in Schleswig-Holstein. Bargenhusen, Ihlkamp, Brandsmühle, Große Wiesen, Imberg und Wardel liegen im Gemeindegebiet.

## Geografie und Verkehr

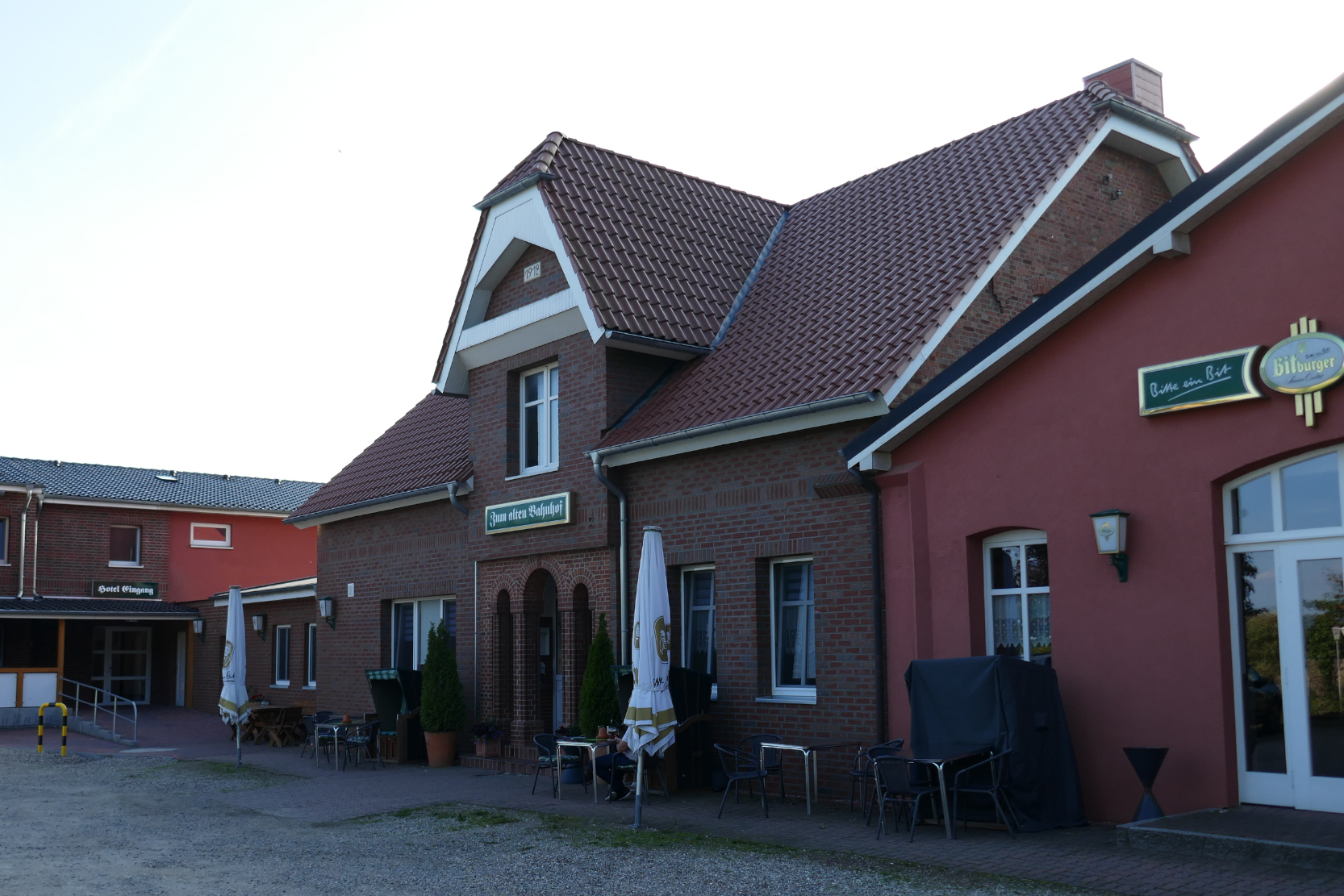
Alter Bahnhof Blunk, heute Hotel und Gaststätte

Das Rundlingsdorf Blunk liegt neun Kilometer nördlich von Bad Segeberg am Südwestrand des Naturparks Holsteinische Schweiz. Drei Kilometer westlich verläuft die Bundesstraße 404/Bundesautobahn 21 von Bad Segeberg nach Kiel, zehn Kilometer südlich die Bundesstraße 206 von Bad Segeberg nach Lübeck. Von 1911 bis 1961 war Blunk Bahnstation der Kleinbahn Kiel–Segeberg.
Der Ort Blunk liegt auf einer Anhöhe, an deren östlicher Seite der in eine Wald- und Wiesenlandschaft eingebettete Blunker See liegt. Am westlichen Rande der Gemarkung Blunk befindet sich ein Niederungsgebiet, durch das einst der Limes Saxoniae, der Sachsenwall, verlief. Dieser wurde um 810 von den Sachsen zum Schutz vor den slawischen Abodriten im östlichen Schleswig-Holstein errichtet.

## Geschichte
Der Ort wurde von Adam von Bremen um 1075 in der Beschreibung des Sachsenwalls als Bulilunkin bezeichnet und in einer Urkunde des Bistums Lübeck vom 27. März 1249 als Bolunke erwähnt. Ab 1342 gab es eine Getreidemühle, in der die Bauern ihr Korn mahlen lassen mussten.
Aufgrund von mehreren, zum Teil schweren Bränden gegen Ende des 19. Jahrhunderts ist heute nur noch wenig alte Bausubstanz vorzufinden.
Die 1965 in Blunk errichtete Kirche wurde 2010 abgerissen. Das Grundstück ist in Privatbesitz übergegangen.
Von Dezember 1911 bis Dezember 1961 war Blunk Bahnstation der Kiel–Segeberger Eisenbahn. Nach Einstellung des Bahnbetriebes wurden bereits im Jahre 1962 die Gleise demontiert. Im noch bestehenden Bahnhofsgebäude befindet sich heute ein Hotel mit Restaurant.

## Politik

### Gemeindevertretung
Bei der Kommunalwahl 2023 errang die Kommunale Wählergemeinschaft in der Gemeinde Blunk erneut alle neun Sitze in der Gemeindevertretung. Die Wahlbeteiligung betrug 57,7 Prozent.

## Wappen
Blasonierung: „Von Silber und Blau durch einen breiteren grünen und einen schmäleren silbernen Wellenbalken schräglinks geteilt. Oben ein fliegender goldäugiger Rotmilan, unten ein goldenes Mühlrad, das blaue Feld bordweis mit 12 silbernen Perlen belegt.“

## Wirtschaft
In Blunk gibt es einige Handwerks- und Gastronomiebetriebe.

## Freizeit und Tourismus
Durch Blunk verläuft der Naturparkweg, der die fünf Naturparke in Schleswig-Holstein für Wanderer verbindet.